# トーマス・シェーンレーベ
トーマス・シェーンレーベ（Thomas Schönlebe、1965年8月6日 ‐ ）は、ドイツの元陸上競技選手。専門は短距離走の400m。屋外で44秒33、室内で45秒05の自己ベストを持つ、屋外と室内のヨーロッパ記録保持者（元室内世界記録保持者）。1987年ローマ世界選手権男子400mの金メダリストである。

## 経歴
1983年8月、18歳4日という若さでヘルシンキ世界選手権男子400mのファイナリストとなり、45秒50で6位に入った。これは世界選手権400mの最年少ファイナリスト記録である。
1985年1月、パリ世界室内陸上競技大会男子400mで優勝し、19歳166日で世界タイトルを獲得した。これは世界室内選手権400mの最年少金メダリスト記録・最年少メダリスト記録・最年少ファイナリスト記録だったが、現在は最年少金メダリスト記録以外は更新された。
1986年2月9日、室内400mで45秒41の世界記録（当時）を樹立。
1987年8月、ローマ世界選手権男子400mをヨーロッパ記録の44秒33で制し、屋外の世界大会で初の世界タイトルを獲得した。
1988年2月5日、室内400mで45秒05の世界記録を樹立し、2年前に自身が樹立した45秒41の世界記録を塗り替えた。この記録は1992年2月9日にアメリカ合衆国のダニー・エベレットによって更新された。
1991年3月、セビリア世界室内選手権男子4×400mリレーでドイツチームのアンカーを務め、3分03秒05の世界記録を樹立して優勝した。この記録は1999年3月7日にアメリカ合衆国チームによって更新された。

## 自己ベスト
記録欄の（　）内の数字は風速（m/s）で、+は追い風、-は向かい風を意味する。
| 種目 | 記録          | 年月日        | 場所                 | 備考                      |
| 屋外 | 屋外          | 屋外          | 屋外                 | 屋外                      |
| ---- | ------------- | ------------- | -------------------- | ------------------------- |
| 100m | 10秒78 (-3.4) | 1997年6月1日  | ファルケンシュタイン |                           |
| 200m | 20秒48 (+1.3) | 1987年8月25日 | ベルリン             |                           |
| 300m | 32秒26        | 1986年8月29日 | シュトゥットガルト   |                           |
| 400m | 44秒33        | 1987年9月3日  | ローマ               | ヨーロッパ記録            |
| 室内 |               |               |                      |                           |
| 200m | 20秒91        | 1988年2月10日 | トロント             |                           |
| 400m | 45秒05        | 1988年2月5日  | ジンデルフィンゲン   | 元世界記録 ヨーロッパ記録 |

## 主要大会成績
備考欄の記録は当時のもの
| 年       | 大会                          | 場所               | 種目     | 結果           | 記録            | 備考                                                                 |
| 東ドイツ | 東ドイツ                      | 東ドイツ           | 東ドイツ | 東ドイツ       | 東ドイツ        | 東ドイツ                                                             |
| -------- | ----------------------------- | ------------------ | -------- | -------------- | --------------- | -------------------------------------------------------------------- |
| 1983     | ヨーロッパジュニア選手権 (en) | シュヴェヒャート   | 400m     | 優勝           | 45秒64          |                                                                      |
| 1983     | ヨーロッパジュニア選手権 (en) | シュヴェヒャート   | 4x400mR  | 優勝           | 3分04秒95 (4走) |                                                                      |
| 1983     | 世界選手権                    | ヘルシンキ         | 400m     | 6位            | 45秒50          | 最年少ファイナリスト記録                                             |
| 1985     | 世界室内陸上競技大会          | パリ               | 400m     | 優勝           | 45秒60          | 最年少金メダリスト記録 最年少メダリスト記録 最年少ファイナリスト記録 |
| 1985     | ワールドカップ (en)           | キャンベラ         | 400m     | 2位            | 44秒72          |                                                                      |
| 1985     | ワールドカップ (en)           | キャンベラ         | 4x400mR  | 2位            | 3分00秒82 (4走) |                                                                      |
| 1986     | ヨーロッパ室内選手権 (en)     | マドリード         | 400m     | 優勝           | 46秒97          |                                                                      |
| 1986     | ヨーロッパ選手権 (en)         | シュトゥットガルト | 400m     | 2位            | 44秒63          |                                                                      |
| 1986     | ヨーロッパ選手権 (en)         | シュトゥットガルト | 4x400mR  | 6位            | 3分04秒87 (3走) |                                                                      |
| 1987     | 世界選手権                    | ローマ             | 400m     | 優勝           | 44秒33          | ヨーロッパ記録                                                       |
| 1987     | 世界選手権                    | ローマ             | 4x400mR  | 準決勝途中棄権 | DNF (4走)       |                                                                      |
| 1988     | ヨーロッパ室内選手権 (en)     | ブダペスト         | 400m     | 決勝棄権       | DNS             |                                                                      |
| 1988     | オリンピック                  | ソウル             | 400m     | 準決勝2組5着   | 44秒90          |                                                                      |
| 1988     | オリンピック                  | ソウル             | 4x400mR  | 4位            | 3分01秒13 (4走) |                                                                      |
| 1989     | ワールドカップ (en)           | バルセロナ         | 4x400mR  | 5位            | 3分02秒73 (4走) |                                                                      |
| 1990     | ヨーロッパ室内選手権 (en)     | グラスゴー         | 400m     | 決勝途中棄権   | DNF             |                                                                      |
| 1990     | ヨーロッパ選手権 (en)         | スプリト           | 400m     | 2位            | 45秒13          |                                                                      |
| 1990     | ヨーロッパ選手権 (en)         | スプリト           | 4x400mR  | 3位            | 3分01秒51 (3走) |                                                                      |
| ドイツ   |                               |                    |          |                |                 |                                                                      |
| 1991     | 世界室内選手権                | セビリア           | 4x400mR  | 優勝           | 3分03秒05 (4走) | 世界記録                                                             |
| 1992     | オリンピック                  | バルセロナ         | 400m     | 2次予選4組5着  | 45秒46          |                                                                      |
| 1992     | オリンピック                  | バルセロナ         | 4x400mR  | 予選途中棄権   | DNF (4走)       |                                                                      |
| 1993     | 世界選手権                    | シュトゥットガルト | 4x400mR  | 3位            | 2分59秒99 (4走) |                                                                      |
| 1996     | オリンピック                  | アトランタ         | 4x400mR  | 予選5組4着     | 3分05秒16 (4走) |                                                                      |